# Isabella Bryld Obaze
Isabella Bryld Obaze (født 30. oktober 2002) er en kvindelig dansk fodboldspiller, der spiller som forsvar for Portland Thorns i den amerikanske NWSL og Danmarks kvindefodboldlandshold.
Hun deltog desuden ved U/17-EM i fodbold for kvinder 2019 i Bulgarien, hvor holdet dog ikke nåede videre fra gruppespillet.